# Dosinia maoriana
Dosinia maoriana is een tweekleppigensoort uit de familie van de Veneridae. De wetenschappelijke naam van de soort is voor het eerst geldig gepubliceerd in 1923 door Oliver.